# Boarmia transponenda
Boarmia transponenda là một loài bướm đêm trong họ Geometridae.